# Parviz Parastui
Parviz Parastui (in persiano: پرویز پرستویی; Kabudarahang, 24 giugno 1955) è un attore iraniano, quattro volte vincitore del premio Simorgh di Cristallo Fajr International Film Festival  come miglior attore.

## Biografia
Nato nel 1955 a Kabudarahang, nella provincia di Hamadan in Iran, ha iniziato la sua carriera teatrale nel 1969. Dopo aver recitato nel film La terra degli amanti, la sua popolarità è cresciuta e, successivamente, nel 1988 ha partecipato ad alcune serie televisive iraniane.
Oltre alla carriera di attore, Parastui è attivo anche nel campo musicale e ha registrato tre album discografici come cantante. Tra i più di 32 titoli della sua filmografia, si distinguono in particolare: La terra degli amanti (1983), Il pupazzo di neve (1995), Leily è con me (1996), L'amore materno (1997), L'agenzia di vetro (1999), La lucertola (2004), Salice piangente (2005), Caffetteria Border (2005) e Venti (2009).

## Filmografia
| Anno | Film                               | Film (titolo inglese)                | Regista                  | Premi e Riconoscimenti |
| ---- | ---------------------------------- | ------------------------------------ | ------------------------ | --- |
| 1983 | Diar-e Asheghan                    | Land of Lovers                       | Hassan Karbakhsh Ravari  | Diploma Onorario come Best Supporting Actor al Fajr International Film Festival |
| 1984 | Pishtazan-e Fath                   | Conquest Vanguards                   | Naser Mohammadipour      | |
| 1987 | Sazmane 4                          | Secret Agency                        | Hassan Javanbakhsh       | |
| 1988 | Shekar                             | Hunting                              | Majid Javanmard          | |
| 1990 | Hekayate An Marde Khoshbakht       | The Adventures of that Fortunate Man | Reza Heydarnejad         | |
| 1991 | Maar                               | The Snake                            | Majid Javanmard          | |
| 1992 | Emam Ali (TV series)               | Imam Ali                             | Davoud Mirbagheri        | |
| 1995 | Adam Barfi                         | The Snowman                          | Davoud Mirbagheri        | |
| 1996 | Leily Ba Man Ast                   | Leily Is with Me                     | Kamal Tabrizi            | Diploma Onorario come Miglior Attore al Fajr International Film Festival |
| 1996 | Ava-ye Fakhteh (TV series)         | The voice of the Cuckoo              | Bahman Zarin             | |
| 1997 | Zir-e Chatr-e Khorshid (TV series) | Under the Umbrella of the Sun        | Bahman Zarrinpour        | |
| 1997 | Mehr-e Madari                      | Motherly Love                        | Kamal Tabrizi            | |
| 1997 | Ravani                             | The Mad                              | Dariush Farhang          | |
| 1997 | The Glass Agency                   | Ajanse Shishei                       | Ebrahim Hatamikia        | Premio Simorgh di Cristallo come Miglior Attore al Fajr International Film Festival Premio come Miglior Attore alla Celebration House of Cinema Premio come Miglior Attore Internazionale al Festival of Ethnological Film Premio come Miglior Attore al Moqavemat Film Festival Premio Hafez come Miglior Attore |
| 1997 | Marde Avazi                        | The Changed Man                      | Mohammad Reza Honarmand  | |
| 1999 | Rooban-e Ghermez                   | Red Ribbon                           | Ebrahim Hatamikia        | |
| 1999 | Shookhi                            | Joking                               | Homayoun Assadian        | |
| 2000 | Eshgh-e Shisheh-yi                 | The Glass Love                       | Reza Heydarnejad         | |
| 2000 | Moomiayi 3                         | Mummy III                            | Mohammad Reza Honarmand  | |
| 2001 | Moje Mordeh                        | The Dead Wave                        | Ebrahim Hatamikia        | |
| 2001 | Ab va Atash                        | Water & Fire                         | Fereydoun Jeyrani        | |
| 2001 | Khak-e Sorkh (TV series)           | The Red Soil                         | Ebrahim Hatamikia        | |
| 2002 | Azizam Man Kook Nistam             | I'm not winded                       | Mohammad Reza Honarmand  | Premio Hafez come Miglior Attore |
| 2002 | Divanei Az Ghafas Parid            | One Flew Over the Cukoo's Nest       | Ahmadreza Motamedi       | |
| 2003 | My Lady                            | Banooye Man                          | Yadollah Samadi          | |
| 2004 | Duel                               | Duel                                 | Ahmad Reza Darvish       | |
| 2004 | Marmoulak                          | The Lizard                           | Kamal Tabrizi            | Premio speciale della giuria al Seattle International Film Festival Premio speciale della giuria come Miglior Attore al Fajr International Film Festival Premio come Miglior Attore alla Celebration House of Cinema Premio Hafez come Miglior Attore                                                             |
| 2005 | Café Transit                       | Border Café                          | Kambuzia Partovi         | Premio speciale della giuria all'International Film Festival of Kerala |
| 2005 | The Willow Tree                    | Beed-e Majnoon                       | Majid Majidi             | Premio Simorgh di Cristallo come Miglior Attore al Fajr International Film Festival |
| 2006 | Be Name Pedar                      | In the Name of the Father            | Ebrahim Hatamikia        | Premio Simorgh di Cristallo come Miglior Attore al Fajr International Film Festival Premio Hafez come Miglior Attore |
| 2006 | Zire Tigh (TV series)              | Under the Pillory                    | Mohammad Reza Honarmand  | Premio come Miglior Attore all'International TV Programs Rome Festival |
| 2006 | Fans                               | Fans                                 | Mohammad Rahmanian       | Premio come Miglior Attore della Theatre Critics Society |
| 2007 | Padashe Sokoot                     | Reward of Silence                    | Maziar Miri              | |
| 2007 | Sad Sal Be in Sal-ha               | Miss Iran                            | Saman Moghaddam          | |
| 2008 | The Book of Law                    | Ketabe Ghanoon                       | Maziar Miri              | |
| 2008 | Bist                               | Twenty                               | Abdolreza Kahani         | Premio come Miglior Attore al Batumi International Art-House Film Festival |
| 2010 | Sizdah 59                          | Thirteen 59                          | Saman Salur              | |
| 2010 | Khers                              | Bear                                 | Khosro Masumi            | |
| 2011 | Man-o Zbia                         | Ziba and I                           | Fereydoun Hassanpour     | Premio come Miglior Attore all'Iranian Film Festival in Canada |
| 2013 | Mehman Darim                       | We Guests                            | Mohammad Mehdi Asgarpour | |
| 2014 | Today                              | Emrooz                               | Reza Mirkarimi           | Premio come Miglior Attore al Rabat International Film Festival Nominato al Simorgh di Cristallo come Miglior Attore al Fajr Film Festival Premio come Miglior Attore all'Iranian Film Festival di San Francisco Premio come Miglior Attore al Jaipur International Film Festival                                 |
| 2014 | Wake for Three Days                | Bidari Baraye Se Rooz                | Masoud Amini             | |
| 2014 | Bofalou                            | Buffalo                              | Kaveh Sajjadi            | |
| 2015 | Dou                                | Two                                  | Soheila Golestani        | |
| 2015 | Bodyguard                          | Bodyguard                            | Ebrahim Hatamikia        | Premio Simorgh di Cristallo come Miglior Attore al Fajr Film Festival |
| 2021 | Bi Hameh Chiz                      | Without Everything                   | Mohsen Gharaie           | Nominato al Simorgh di Cristallo come Miglior Attore al Fajr Film Festival |

## Discografia
| Anno | Titolo in inglese   | Titolo in lingua originale |
| ---- | ------------------- | -------------------------- |
| 2006 | Daddy               | بابایی                     |
| 2013 | I'm Parviz Parastui | من پرویز پرستویی           |
| 2014 | I'm an actor        | من یک بازیگرم              |